# Ålands lagting
Ålandsøernes landsting var det selvstyrende Ålands parlament i 1922-1992. 1. januar 1993 skiftede "landstinget" navn til "lagtinget". I 1919 havde Ålandsøerne et illegalt landsting. 

## Baggrunden
I 1809 afstod Sverige både Åland og Finland til den russiske kejser. Sverige afstod også de dele af Västerbotten og Lapland, der ligger øst for Torne Elv. Derefter omdannede kejseren de afståede områder til Storfyrstendømmet Finland med sig selv som storfyrste. 
Efter at den sidste russiske kejser var blevet afsat i marts 1917 krævede de forskellige folkeslag i kejserriget ret til national selvbestemmelse. På et møde på Ålands Folkehøjskole i august 1917 forlangte udsendinge fra de ålandske kommunalbestyrelser, at øerne blev genforenet med Sverige. Ved en underskriftsindsamling blev kravet om genforening støttet af over 95 procent af den voksne befolkning. 
I 1919 vælger ålændingene et landsting, der dog ikke bliver anerkendt af de finske myndigheder. 
Sagen om genforening med Sverige går i hårdknude. I 1921 afgør Folkeforbundet, at øerne skal tilfalde Finland. Betingelserne er: 
- Ålandsøerne skal afmilitariseres og være neutrale.
- Øerne skal have indre selvstyre under et folkevalgt landsting.
- Åland skal være et rent svensksproget område med sin egen kultur. Der må ikke forsøges nogen form for "forfinskning".

Den 9. juni 1922 træder det nyvalgte ålandske landsting sammen til sit første møde.

## Ålands lagting i dag
Den 1. januar 1993 tager landstinget navneforandring til Ålands lagting. Dette ting har i dag 30 medlemmer fra syv forskellige partier. 
Siden 1970 har landstinget/lagtinget haft sine egne repræsentanter i Nordisk Råd. I nogle sager optræder ålændingene i Nordisk Råd som en selvstændig delegation. I andre sager en de ålandske repræsentanter en del af Finlands delegation.
Socialdemokraten Camilla Gunell var lantråd, dvs. leder af Landskabsregeringen i 2011 - 2015.  

### Mandatfordeling
Efter valget i oktober 2011 er seks partier repræsenteret i lagtinget:
- Åländsk Center: 7 lagtingsmedlemmer
- Liberalerna på Åland: 6
- Ålands socialdemokrater: 6
- Obunden samling: 4
- Moderaterna: 4
- Ålands Framtid: 3

Ålandsøernes politiske partier er alle uafhængige af udenlandske partier.